# Llámame
Llámame är en låt från 2022 som är komponerad av den rumänske sångaren WRS (Andrei-Ionuț Ursu) och representerade Rumänien i Eurovision Song Contest 2022 i Turin den 12 maj 2022 i semifinal 2 efter att ha vunnit Selecția Națională 2022. Rumänien kvalificerade till finalen den 14 maj 2022 och slutade på en 18:e plats i finalen. Llámame (som betyder "Ring mig" på spanska) är en låt som sjungs på både spanska och engelska.